# Каштан сотні коней

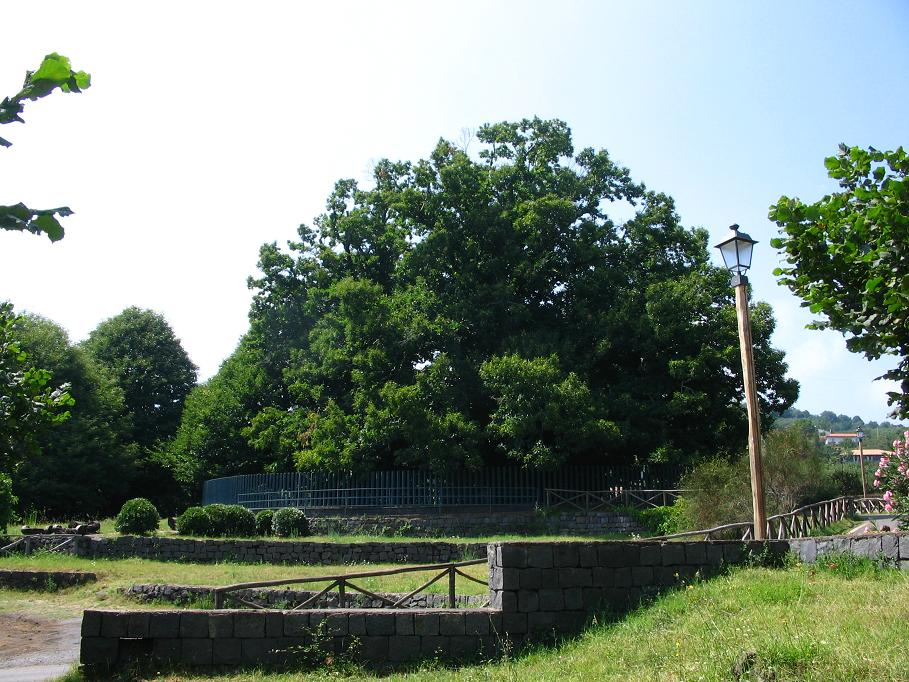
Каштан сотні коней

Каштан сотні коней (італ. Castagno dei Cento Cavalli; сиц. Castagnu dê Centu Cavaddi) — найстаріше та найбільше каштанове дерево у світі. Розташоване біля дороги Лінгуаглосса (Linguaglossa) в комуні Сант-Альфіо (Sant'Alfio) на східному схилі Етни. Каштан знаходиться за 8 км від кратера Етни. За різними оцінками, його вік складає від двох до чотирьох тисяч років. У Книзі рекордів Гіннесса Каштан сотні коней згаданий як дерево зі стовбуром найбільшого обхвату. При вимірюванні в 1780 році окружність стовбура становила 57,9 м. Над землею каштан поділяється на кілька стовбурів, однак у них спільний корінь.

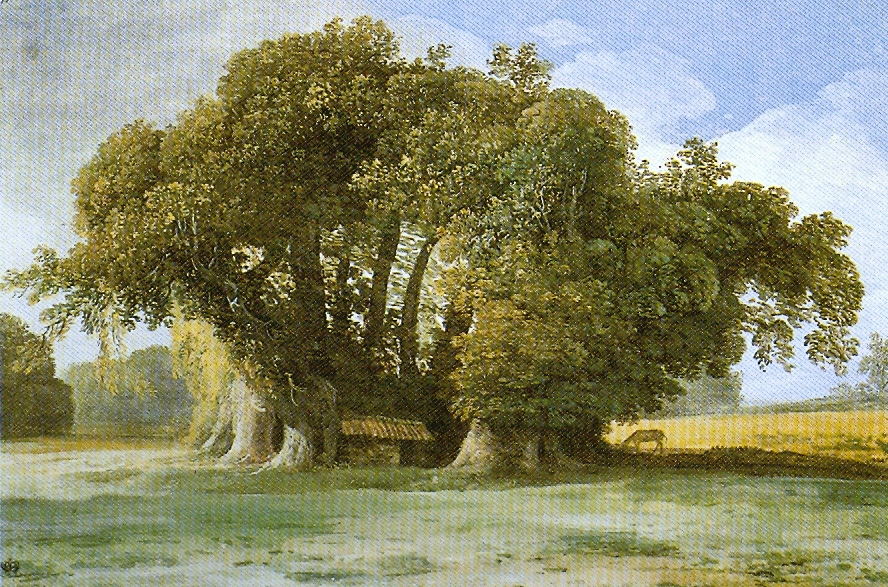
Жан-П'єр Юель[fr]. Ілюстрація до книги Voyage pittoresque des Isles de Sicile, de Malte et de Lipari, 1782

За легендою, Джованна I Арагонська (за іншою версією Джованна I Неаполітанська) у супроводі ста лицарів потрапила в грозу по дорозі до Етни. Всі подорожні тоді знайшли притулок під цим деревом, яке стало називатися Каштаном сотні коней. Каштан і легенда про королеву неодноразово згадувалися в італійських віршах і піснях, наприклад, у Джузеппе Борелло і Джузеппе Віллароеля.